# 千歳館
千歳館（ちとせかん）は、山形県山形市で営業していた料亭。

## 歴史
創業は1876年（明治9年）。初代澤渡吉兵衛が、七日町三丁目、四丁目に土地を求めて起業した。1911年（明治44年）に山形市大火で建物を焼失したが、その後1915年（大正4年）に現在地に居を移し、再起業。2021年（令和3年）現在、山形市の料亭では最大規模とされる。
大正時代に建てられた現在の建物は純和風の内装と洋風の外観が特徴で、母屋など4棟のうち3棟は、国の登録有形文化財に登録された。
2021年（令和3年）8月17日、新型コロナウイルスの感染拡大の影響により客足が落ちたことから、10月1日から当面の間休業すると発表した。コロナ禍が落ち着いた時期を見計らって営業を再開するとし、社員とパート従業員合わせて10人程度は、9月末で全員解雇となった。

### 休業後
10月から休業となった千歳館について、山形市は同8日、所有者から国登録有形文化財の主屋などの寄付を受け、建物を生かして都市公園として活用すると発表した。これは佐藤孝弘市長と沢渡社長が同日記者会見して明らかにしたもので、千歳館があるエリアは住宅が密集し公園が足りないことなどから、千歳館が登録有形文化財に登録されている建物と庭木を寄付。約2500平方メートルの敷地は市が購入し新たな公園を整備する方針。市では今後、民間と対話して利活用案を募るため、旧大沼山形本店と市立病院済生館を中心とする区域の再開発事業でも採用している「サウンディング型市場調査」を行い、11月中旬に説明会・現地見学会を開き、来年1月上旬に提案事業者と対話し、3月末に結果を公表する。